# Onthophagus calamophilus
Onthophagus calamophilus är en skalbaggsart som beskrevs av Jan Krikken 1977. Onthophagus calamophilus ingår i släktet Onthophagus och familjen bladhorningar. Inga underarter finns listade i Catalogue of Life.